# Grajahua lopesi
Grajahua lopesi là một loài ruồi trong họ Asilidae. Grajahua lopesi được Artigas & Papavero miêu tả năm 1991. Loài này phân bố ở vùng Tân nhiệt đới.